# Kościół Wniebowzięcia Najświętszej Maryi Panny i św. Jakuba Apostoła w Szadku
Kościół Wniebowzięcia Najświętszej Maryi Panny i świętego Jakuba Apostoła – rzymskokatolicki kościół parafialny należący do dekanatu szadkowskiego diecezji włocławskiej.
Jest to świątynia zbudowana w latach 1333–1335 na miejscu kościoła drewnianego, spalonego przez Krzyżaków, następnie była wielokrotnie restaurowana i przebudowywana – jest zaliczana do najlepiej zachowanych gotyckich obiektów sakralnych na ziemiach województwa Łódzkiego. Jednym z elementów wystroju kościoła jest – zachowana fragmentarycznie – polichromia ścienna, w stylu późnogotyckim namalowana około 1451 roku przez Jana z Wrocławia. Do zabytkowego wyposażenia należą także: gotycka rzeźbiona Pietà powstała z pierwszej połowy XV wieku, chrzcielnica z brązu powstała w XIV wieku, gotycka monstrancja powstała w 1450 roku, rzeźba Chrystusa na krzyżu, którą wykonano w pracowni Wita Stwosza, i drewniane relikwiarze powstałe w połowie XVII wieku. Świątynia posiada także zespół bardzo cennych, manierystycznych, bogato rzeźbionych ołtarzy typu gdańskiego powstałych na początku XVII wieku, późnorenesansową ambonę powstałą w XVII wieku, chór muzyczny powstały w XVI wieku. (pod którym znajdują się gotyckie belki-tragarze, ozdobione rzeźbionymi łańcuchami), organy powstałe w XVIII wieku, gotyckie drzwi zewnętrzne do zakrystii ozdobione herbem Wieruszów, które wykonano z płatów blachy kutej ręcznie.